# Julio César Leivas
Julio César Leivas Ferraz (Salto, Uruguay, 30 de octubre de 1949) es un médico y político uruguayo, quien se desempeñó como subsecretario (viceministro) del Ministerio de Salud Pública entre 1991 y 1992.

## Formación
Cursó estudios en la Facultad de Medicina de la Universidad de la República, donde se graduó como médico.
Entre 1998 y 1999 realizó una especialización en gerencia de áreas de salud en la Universidad Politécnica de Valencia.

## Cargos públicos
En abril de 1984 fue nombrado por el gobierno dictatorial de Gregorio Álvarez como Director Departamental de Salud de Cerro Largo,cargo en el que permaneció hasta la restauración de la democracia en marzo de 1985 con la asunción de Julio María Sanguinetti como presidente,
En la segunda mitad de la década del 80 se desempeñó como Director del Hospital departamental de Cerro Largo.
En junio de 1991, el presidente Luis Alberto Lacalle y su nuevo ministro de Salud Pública Carlos Delpiazzo designaron a Leivas como subsecretario de la cartera,sucediendo a Julio César Maglione.
Desempeñó el cargo durante poco más de un año. En agosto de 1992, Guillermo García Costa reemplazó a Delpiazzo como ministro y Odel Abisab sustituyó a Leivas en la subsecretaría.
En años posteriores ocupó el cargo de Secretario General de la Intendencia de Salto, encabezada por Eduardo Minutti entre 1990 y 1994.
Durante el gobierno de Jorge Batlle ocupó el cargo de Director Departamental de Salud del departamento de Salto.

## Carrera profesional
Especialista en registros médicos e informática médica, entre 2005 y 2011 se desempeñó como gerente del departamento de Registros Médicos del Hospital Regional de Salto,siendo también jefe del centro de cómputos y registros médicos de la Sociedad Médico Quirúrgica de Salto y asesor en la misma materia del Hospital Evangélico y de la Federación Médica del Interior (FEMI).
Ocupó los cargos de Presidente de la Sociedad Uruguaya de Informática en la Salud (SUIS) entre 2006 y 2017  así como presidente de la Sociedad Uruguaya de Estandarización, Intercambio e Integración de Datos e Información de Servicios de Salud (SUEIIDISS) Capítulo H7 Uruguay en 2013-2017.
Fue también coordinador delegado del órgano de dirección de la Federación de Prestadores Médicos del Interior (FEPREMI) desde 2016 hasta su jubilación en 2021.

## Actividad política
Adherente al Partido Nacional, en las elecciones de 1994, acompañando la candidatura presidencial de Alberto Volonté, integró la lista de candidatos a la Cámara de Senadores del sublema Manos a la Obra como segundo suplente del tercer titular, Luis Eduardo Mallo. Pese a que Mallo fue electo senador para la XLIV Legislatura (1995-2000) Leivas no llegó a ser convocado a cubrir suplencias del mismo.
En las elecciones departamentales de 2020 integró como candidato a la Junta Departamental, en el puesto 24, la lista 92 del departamento de Salto, que postulaba a Francisco Bilardoni a la intendencia.